# 全婦会救国党ミニ政党悪税消費税反対大連合
全婦会救国党ミニ政党悪税消費税反対大連合（ぜんふかい・きゅうこくとう・ミニせいとう・あくぜいしょうひぜい・はんたい・だいれんごう）は、1989年第15回参議院議員通常選挙に当り、福田拓泉系の『正義と人権を守り明日の日本を考える救国斬奸党』（略称「救国党」）と、福田撫子系の『社会を明るく住みよくする全国婦人の会』（略称「全婦会」）とが合同して、結党された確認団体（略称「全婦会」）。いわゆるミニ政党の一種。
1989年 第15回参議院議員通常選挙に、選挙区には福田撫子（東京都選挙区）のみが、比例代表区では福田拓泉を始め、1977年の第15回参議院議員通常選挙に日本女性党の公認候補者として名を連ねていた者や、老人福祉党の幹部を含む9人が、それぞれ立候補した。
政見放送においては、福田夫妻に続いて、後半部では同党の候補者ではない『日華国交回復謝徳報恩会』の縄野源吾が僧服で登場し、（日華国交回復謝徳報恩会の代表は縄野、会計責任者は、日本国民政治連合公認で出馬歴のある田中栄作）共に消費税導入撤回と、リクルート事件に関与した議員の政界からの追放等の政策を訴えたが、選挙区、比例代表とも全員落選した。
1994年度（平成6年度）版『政治団体名簿』以降は記載が見られなくなる。

## 関連の記述
- 田中角栄を追放する勝手連→田中角栄を政界から追放する勝手連

1983年の選挙時の福田夫妻の政治団体。（前者は統一地方選挙において文京区区長選挙に、後者は参議院選挙比例代表区に出馬）